# Lembotropis
Genre
Synonymes
- Cytisus Desf. (préféré par BioLib)[2]

Lembotropis est un genre de plantes à fleurs dicotylédones de la famille des Fabaceae, sous-famille des Faboideae, originaire d'Europe, qui comprend deux espèces acceptées.

## Liste d'espèces
Selon The Plant List (8 décembre 2018) :
- Lembotropis emeriflora (Rchb.) Skalická
- Lembotropis nigricans (L.) Griseb.